# Jeníkovice (kraj pardubicki)
Jeníkovice – wieś i gmina w Czechach, w powiecie Pardubice, w kraju pardubickim.
1 stycznia 2017 gminę zamieszkiwało 246 osób, a ich średni wiek wynosił 40,6 roku.